# Elizabeth Añaños Vega
Elizabeth Milagros Añaños Vega (Cusco, 18 de octubre de 1984) es un arquitecta peruana. Fue viceministra de Vivienda y Urbanismo en el gobierno de Francisco Sagasti.

## Biografía

### Estudios realizados
Realizó sus estudios primarios y Secundarios en Cusco. En el 2008 se graduó como arquitecta por la Pontificia Universidad Católica del Perú y es candidata a magister por la misma institución. 

### Trayectoria
Como proyectista independiente, ha sido premiada por el proyecto Escuela Santa Elena de Piedritas en la Bienal Iberoamericana de Arquitectura y Urbanismo 2014.
Durante el 2015, formó parte del Plan Metropolitano de Desarrollo Urbano de Lima-Callao al 2035 en calidad de coordinadora de Ordenamiento Territorial.
En el Ministerio de Educación, dirigió el Programa Nacional de Infraestructura Educativa. El proyecto de Prefabricado Modular "Plan Selva" ganó  el 2016 Hexágono de oro de le arquitectura peruana y representó al Perú en la Bienal de Arquitectura de Venecia en 2016. 
En 2019, fue nombrada Asesora en temas de ejecución e implementación de intervenciones en materia de inversión pública en el Despacho Ministerial del Ministerio de Economía y Finanzas 
En noviembre de 2020 fue nombrada Viceministra de Vivienda y Urbanismo por la ministra de Vivienda, Construcción y Saneamiento, Solangel Fernández.